# Deinypena morosa
Deinypena morosa är en fjärilsart som beskrevs av Holland 1920. Deinypena morosa ingår i släktet Deinypena och familjen nattflyn. Inga underarter finns listade i Catalogue of Life.